# Oswald Dutch
Oswald Dutch, de son vrai nom Otto Erich Deutsch (né le 17 décembre 1894 à Vienne, mort le 21 février 1983 à Londres) est un journaliste autrichien.

## Biographie
Oswald Deutsch grandit à Vienne, où il étudie le droit, l'économie, la philosophie et la musicologie. Après avoir reçu son doctorat en 1921, Deutsch devient journaliste pour des journaux de Vienne et germanophones de Prague.
Opposant au nazisme, Deutsch émigre après l'invasion allemande de l'Autriche début 1938 par la Suisse vers la Grande-Bretagne, où il s'installe à Londres. Il prend le pseudonyme d'Oswald Dutch pour écrire des livres politiques, notamment sur l'Anschluss, une biographie critique de Franz von Papen (préfacée par Franz von Rintelen) et des biographies sur les douze hommes les plus importants du nazisme après Adolf Hitler, Les 12 Apôtres d'Hitler.
Après la Seconde Guerre mondiale, Dutch est journaliste économique, notamment pour l'ÖRF.